# De slotheer van Schoonburg
De slotheer van Schoonburg is het achtste stripalbum uit de reeks Johan en Pirrewiet. Het verhaal verscheen voor het eerst in 1957 en 1958 in de nummers 1004 tot en met 1044 van weekblad Spirou. Het album volgde in 1960.
Dit verhaal wordt gekenmerkt door 2 nevenfiguren die de loop van het verhaal nauwelijks beïnvloeden: de vegetarische valk Romulus en de corpulente verloofde van de heer van Schoonburg, Gwendoline. Omdat zij alle clichés van de jaren 50 over de vrouw bevat, lag Peyo soms onder vuur wegens vermeend seksisme, machismo en misogynie. Die kritiek is in feite een anachronisme.

## Verhaal
Een zekere Ingelram, heer van Schoonburg, weet te ontsnappen uit de handen van heer van Cortenhorn, die Schoonburg jaren heeft gevangen gehouden om zelf de plak te kunnen zwaaien. Cortenhorn stuurt zijn manschappen achter Schoonburg aan, maar die verwarren hem met Pirrewiet. De dorpelingen van Schoonburg hielpen Pirrewiet en namen hem mee, ook in de waan de heer van Schoonburg te hebben gered. Pirrewiet neemt de rol van Schoonburg als heer op zich, maar is zich niet bewust van het risico. Cortenhorn licht intussen zijn ex-trawanten in, die intussen naar Schoonburg zijn overgelopen. Gemeen als ze zijn, proberen ze Pirrewiet een formulier te laten ondertekenen onder de naam Schoonburg. Daarmee zou het land van Schoonburg aan Cortenhorn worden toegekend, maar Pirrewiet weigert te tekenen. De schurken onthullen zijn ware identiteit en willen hem opknopen. Pirrewiet weet echter te ontsnappen en wordt geholpen door Johan, die op zoek is naar de echte Schoonburg.
De echte Schoonburg keert intussen terug naar zijn slot nadat hij het valse bericht kreeg dat Cortenhorn overleden is. Cortenhorn wacht hem echter op langs de weg en overmeestert Schoonburg. Johan en Pirrewiet komen net op tijd, maar intussen komen ook de inwoners van Schoonburg achter Pirrewiet aan. Ze vinden er de echte Schoonburg en overmeesteren de verraders. Schoonburg kan uiteindelijk zijn plicht als heer opnemen.